# Rudolf Eisler (Architekt)
Rudolf Eisler (* 8. Mai 1881 in Wien; † 5. Mai 1977 ebenda) war ein österreichischer Architekt vornehmlich des spätklassizistischen Reformstils.

## Leben
Rudolf Eisler wurde als Sohn des Gastwirts Karl Eisler geboren. 1899 schloss er seine Ausbildung an der Werkmeisterschule der Staatsgewerbeschule Wien ab. 1906 folgte zudem der Abschluss eines Studiums der Architektur an der Akademie der bildenden Künste Wien bei Architekt Friedrich Ohmann. Noch im selben Jahr trat er seinen Dienst im Hochbauatelier des Ministeriums des Inneren an. 1906 heiratete er Anna Katharina Pfeifer. Mit ihr hatte er zwei Kinder: 1908 die Tochter Theodora und 1910 Sohn Felix. Eisler wechselte 1912 in den Dienst der österreichisch-ungarischen Bank (ab 1918 Österreichische Nationalbank) und arbeitete dort zwischen 1924 und 1926 als Technischer Inspektor. Daneben arbeitete er ab 1913 oder 1914 als Architekt in einer Bürogemeinschaft mit Ferdinand Glaser. 1926 erwarb Rudolf Eisler die Befugnis als Ziviltechniker, 1934 verließ er die Österreichische Nationalbank und machte sich als Architekt selbstständig. Zwischen 1941 und 1944 war er bei der Gemeinde Wien im Bereich Stadtplanung und Wiederaufbau tätig. Am 5. Mai 1977 – drei Tage vor seinem 96. Geburtstag – wurde er Opfer eins Raubmordes in Wien. Er wurde in seiner Villa am Grinzinger Steig 5 von einem Einbrecher erschlagen. Eisler wurde auf dem Grinzinger Friedhof bestattet.

## Tätigkeit als Architekt

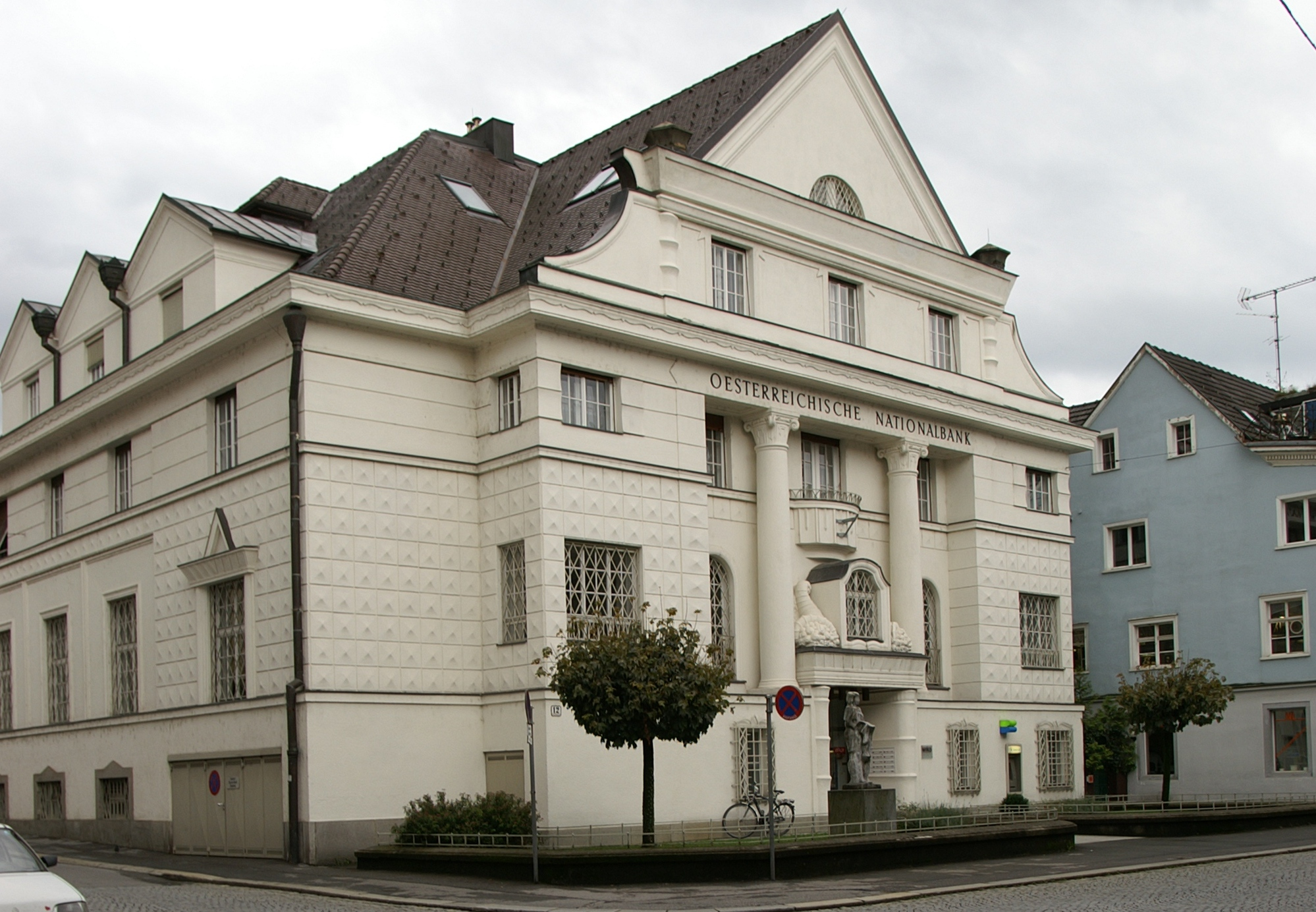
Österreichische Nationalbank in Bregenz

Eisler war während seiner Zeit beim Hochbauatelier des Ministeriums des Inneren an der Errichtung des Kreisgerichtsgebäudes in Znaim und am Bau des Bezirksgerichts in Schärding zuständig. Gemeinsam mit Rudolf Sowa beteiligte er sich vor 1914 an Architekturwettbewerben. Nach dem Antritt seiner Stelle bei der österreichisch-ungarischen Bank entwarf Eisler zahlreiche Bankgebäude in der Donaumonarchie. Dabei arbeitete er meist mit Ferdinand Glaser zusammen. Nach 1918 plante er drei der Filialen der Österreichischen Nationalbank und war mit der Gestaltung und dem Innenausbau der Zentrale in Wien befasst. Er plante eine Wohnhausanlage für Angestellte der Nationalbank. Nach seinem Ausscheiden aus der Nationalbank entwarf Eisler mehrere Wohnhausanlagen für die Gemeinde Wien sowie die Evangelische Paul-Gerhardt-Kirche im 3. Wiener Gemeindebezirk.

## Werke

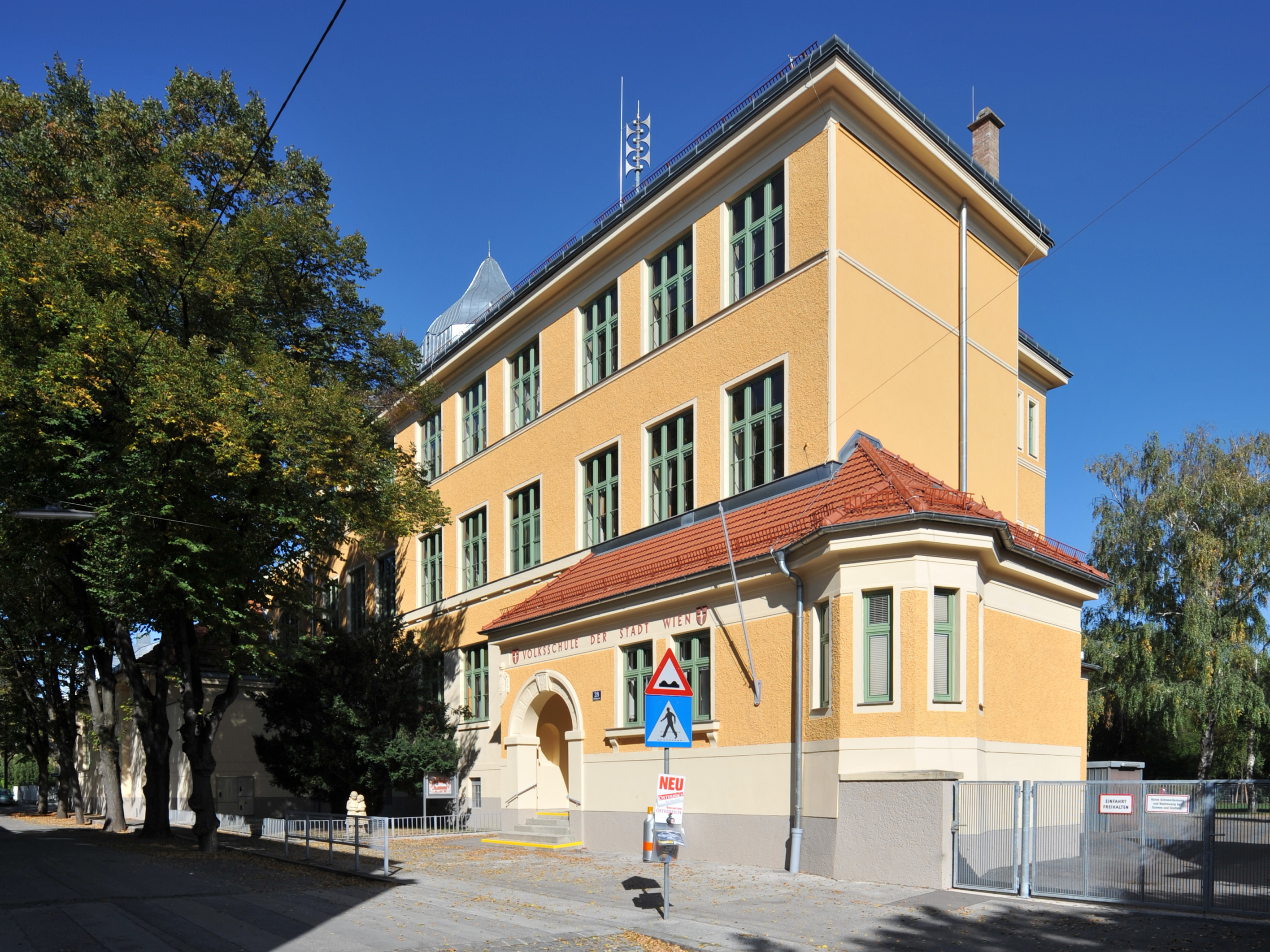
Kaiser-Franz-Josef-Jubiläumsschule in Wien-Liesing

- 1908: Kaiser-Franz-Josef-Jubiläumsschule in Wien-Liesing, Pülslgasse 28
- 1913: Filiale der Österreichisch-Ungarischen Bank in Jägerndorf
- 1914–1918: Filiale der Österreichisch-Ungarischen Bank in Troppau
- 1918–1925: Österreichische Nationalbank, (Umgestaltung bzw. Innenraumgestaltung)
- 1923: Wollwarenfabrik Bernhard Altmann, Wien-Margareten, Siebenbrunnengasse 19–21 (mit Ferdinand Glaser)
- 1925–1930: Österreichische Nationalbank, Filialen Bregenz, Eisenstadt und Innsbruck (mit Ferdinand Glaser)
- 1928: Villa Eisler in Prag-Střešovice, Dělostřelecká 654/1 (in den 1990er Jahren im Besitz von Václav Havel)
- 1937: Wohn- und Geschäftshaus in Prag-Altstadt, Havelská 496/29
- 1930–1931: Wohnhausanlage für Angestellte der Österreichischen Nationalbank, Wien-Währing, Hockegasse 55–57 (mit Ferdinand Glaser)
- 1934: Villa in Wien-Döbling, Grinzinger Steig 5 (Wohnhaus von Rudolf Eisler). Die Villa steht seit mehreren Monaten zur Veräußerung und kann käuflich erworben werden.[2]
- 1944: Wohnhausanlage der Gemeinde Wien in Rudolfsheim-Fünfhaus, Walkürengasse 8–10
- 1947–1948: Evangelische Paul-Gerhardt-Kirche, Wien-Landstraße, Schützengasse 13 (mit H. Itzinger)
- 1950–1951: Wohnhausanlage der Gemeinde Wien in Wien-Landstraße, Kleingasse 6–18 (mit Josef Baudy)
- 1952–1953: Wohnhausanlage der Gemeinde Wien in Wien-Döbling (Julius-Deutsch-Hof), Grinzinger Allee 54 (mit Carl Wilhelm Schmidt)
- 1961–1962: Wohnhausanlage der Gemeinde Wien in Wien-Währing, Pötzleinsdorferstraße 100